# هاندزام الكلاسيكي 2016
هاندزام الكلاسيكي 2016 (بالهولندية: Handzame Classic 2016 )‏ هو سباق دراجات هوائية، وهو الموسم رقم 6 من نفس السباق، وأقيم في 18 مارس 2016، وامتدّ لمسافة 199 كيلومتر، وهو أحد سباقات طواف أوروبا للدراجات 2016، وهو من نوع سباق يوم واحد، وقد شارك في السباق 186 متسابقاً، ووصل إلى نهايته 175 متسابقاً.
فاز فيه بالمركز الأول Erik Baška ‏، وبالمركز الثاني ديلان جروينويغن، وبالمركز الثالث جياني ميرسمان.

## الفرق
| فرق عالمية (5)- Etixx-Quick Step - Lotto NL-Jumbo - Lotto-Soudal - Sky - Tinkoff فرق قارية محترفة (10)- Bora-Argon 18 - CCC Development Team ‏ - غازبروم روسفيلو ‏ - نيبو-فيني فانتيني-يوربا أوفيني ‏ - ONE Pro Cycling ‏ - رومبوت تشارلز ‏ - Akros–Excelsior–Thömus ‏ - Stölting Service Group (cycling team) ‏ - سبورت فلاندرين بالويس 2016 ‏ - Wanty-Groupe Gobert فرق قارية (10)- An Post–Chain Reaction ‏ - Team Metalced ‏ - Pauwels Sauzen–Vastgoedservice ‏ - Joker Fuel of Norway ‏ - Leopard TOGT Pro Cycling ‏ - سوبرانو هام ايزوريكس ‏ - Veranclassic–Ago ‏ - فيرانداس ويلمز 2016 ‏ - بنجوال باوليز ساوكس دبليو بي ‏ - Team Wiggins Le Col ‏ |  |
| |  |

## وصلات خارجية
- الموقع الرسمي
- هاندزام الكلاسيكي 2016 على موقع إحصائيات الدراجات الإحترافية (الإنجليزية)